# Oxylebius pictus
Oxylebius pictus is een straalvinnige vissensoort uit de familie van de groenlingen (Hexagrammidae). De wetenschappelijke naam van de soort is voor het eerst geldig gepubliceerd in 1862 door Gill.